# Grande terrasse de Saint-Germain-en-Laye
La grande terrasse de Saint-Germain-en-Laye est une terrasse surplombant la vallée de la Seine à Saint-Germain-en-Laye (Yvelines). Construite à la fin du XVIIe siècle, elle fait partie du domaine national de Saint-Germain-en-Laye qui comprend en outre le parc et le château.

## Description
Longue de quelque 2 400 mètres (mais plus certainement 1 000 toises, confortant ainsi la mesure de la toise du Châtelet[réf. nécessaire]) et large d'une trentaine de mètres, la terrasse proprement dite est bordée de tilleuls (nouvellement replantés au début des années 2000, les tilleuls précédents n’ont pas subi les dégâts causés par la tempête de décembre 1999 contrairement à ce qui est parfois dit, mais abattus plus tôt dans l’année en raison de leur vieillesse, ils furent plantés à l'époque d'André Le Nôtre), avec la forêt de Saint-Germain-en-Laye d'un côté et une vue dégagée sur l'Ouest parisien de l'autre. En particulier, de ce promontoire dominant la Seine et la boucle de Montesson, on aperçoit au loin la tour Eiffel, les tours de La Défense, ou encore Montmartre et la tour Montparnasse.
Elle possède une « demi-lune » au premier tiers de sa longueur. Un effet de perspective, avec une déclivité jusqu'à la demi-lune puis un léger faux plat, trompe l'œil des promeneurs qui, n'ayant parcouru que le tiers de sa longueur, ont l'impression d'avoir atteint sa moitié. Par ailleurs, ce creux, vu depuis l’extrémité sud, a tendance à écraser la perspective sur cette ligne droite exceptionnellement longue (2000m), afin de ne pas décourager le promeneur.
Elle s'achève au nord par un espace planté d'arbres taillés, l'octogone, ainsi dénommé en raison de sa forme. 
Une balustrade de fer forgé, qui n'existait pas à l'origine, court sur toute la longueur.
La ligne de Paris-Saint-Lazare à Saint-Germain-en-Laye passe en souterrain sous via le tunnel de la terrasse, datant des années 1840. Il est encadré d'une part par le viaduc sur la Seine et de l'autre par un second tunnel sous ce qu'il subsiste du grand parterre, non loin de la gare de Saint-Germain-en-Laye. Depuis 1996, l'autoroute A14 traverse la terrasse par le tunnel de Saint-Germain sur 1855 mètres (à 60m sous terre) ; à l'est, le viaduc de Montesson déverse l'autoroute en contrebas de la terrasse.

## Historique
La grande terrasse de Saint-Germain-en-Laye  a été créée par André Le Nôtre sur demande de Louis XIV entre 1669 et 1674. Elle fut construite afin d'agrémenter les jardins du Château-Neuf, dont c'est l'un des seuls vestiges. 

## Galerie

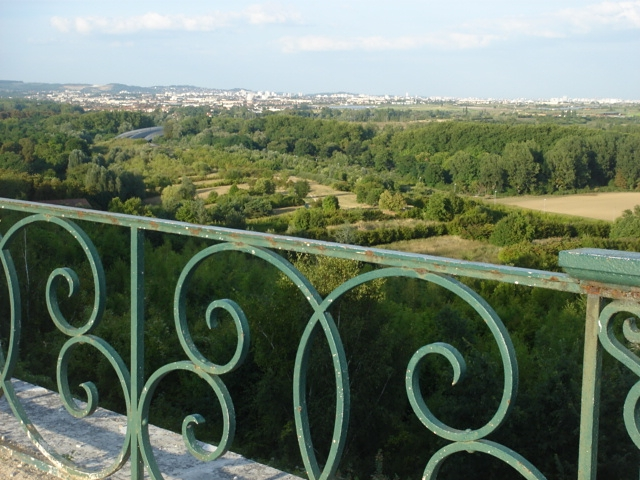
Vallée de la Seine vue de la terrasse de Saint-Germain.
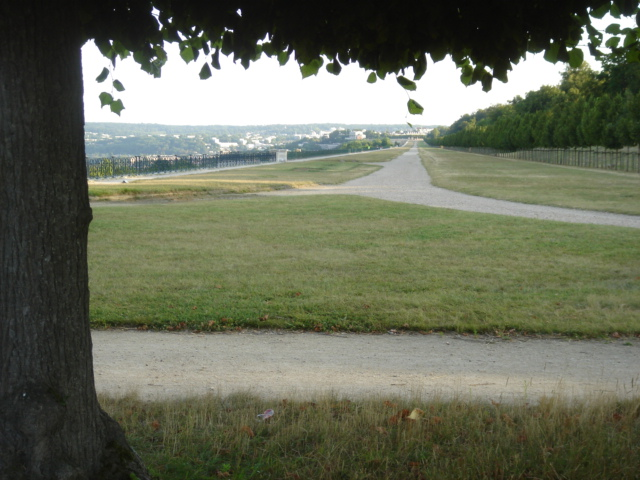
La terrasse vue de l'octogone.
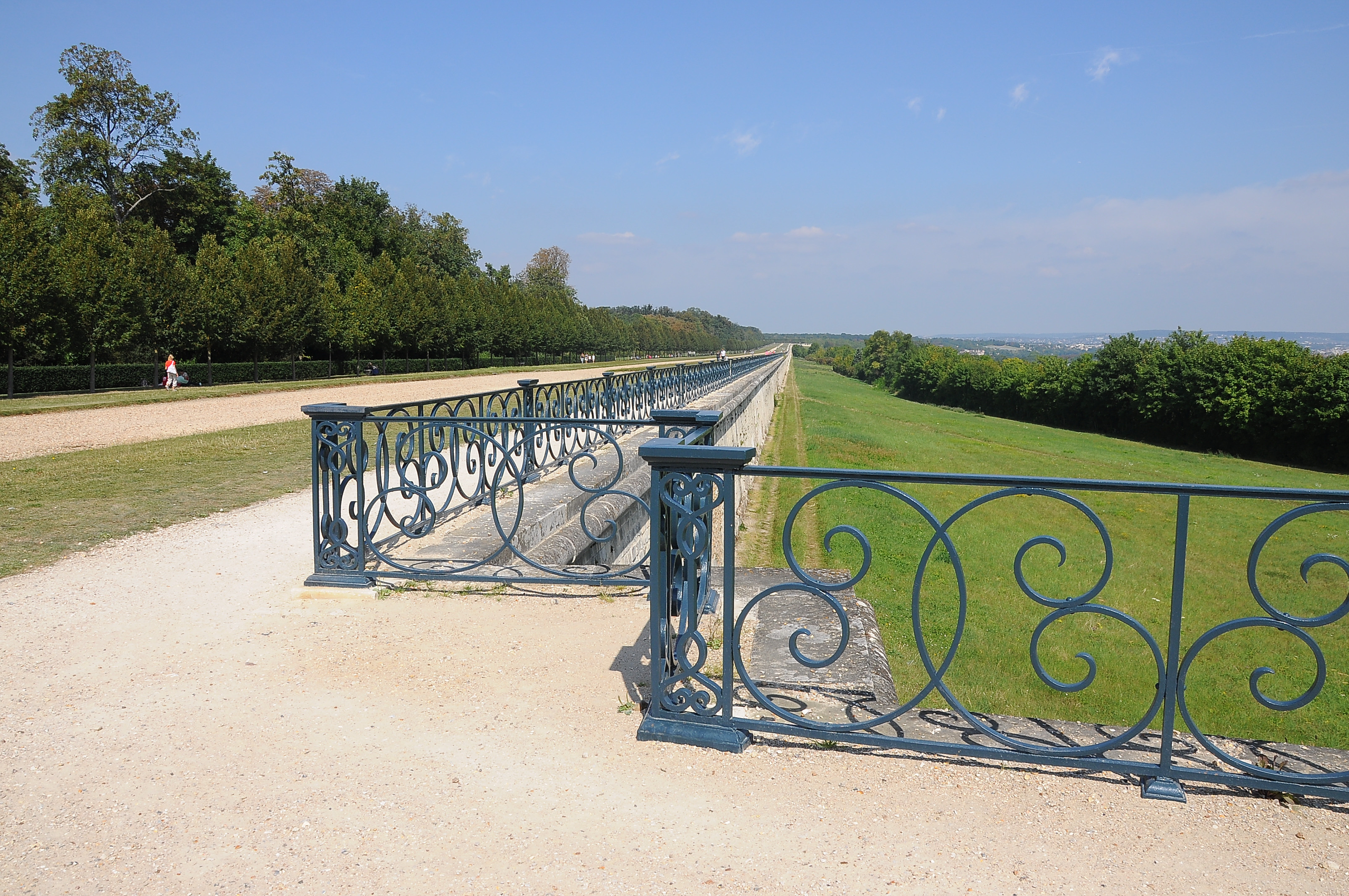
Terrasse vue vers le nord-est.
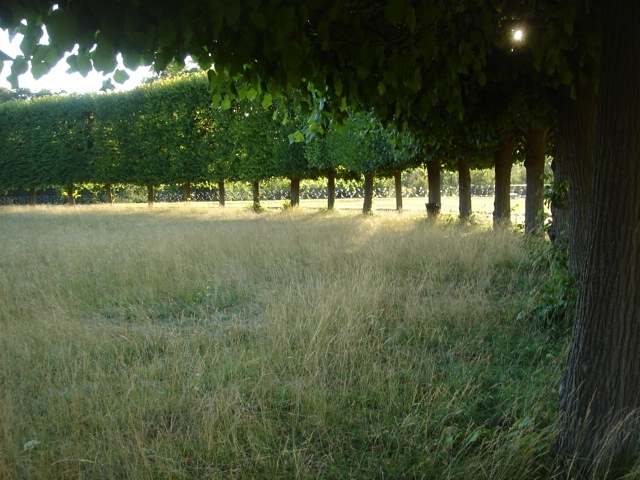
L'octogone.
La Terrasse à Saint-Germain, Printemps (1875) par Alfred Sisley, Walters Art Museum, Baltimore.
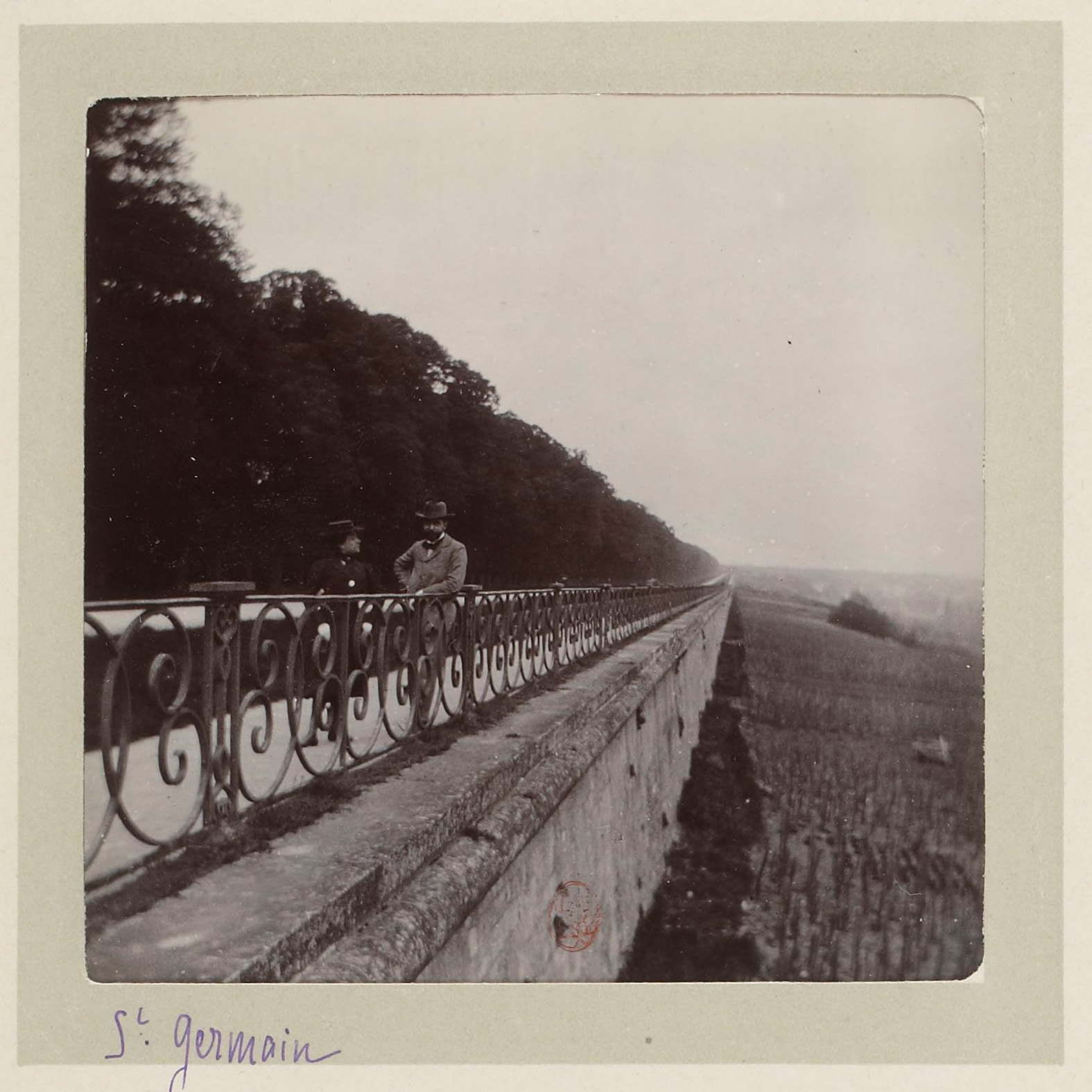
La terrasse en avril 1897.